# Труса
Труса (на шведски: Trosa) е град в източната част на централна Швеция, лен Сьодерманланд. Главен административен център на едноименната община Труса. Разположен е около устието на река Трусаон в Балтийско море. Намира се на около 70 km на югозапад от столицата Стокхолм и на около 50 km на североизток от Нюшьопинг. Получава статут на град през 1454 г. Има малко пристанище. Населението на града е 5027 жители според данни от преброяването през 2010 г.